# Leptogaster medicesta
Leptogaster medicesta är en tvåvingeart som beskrevs av Martin 1964. Leptogaster medicesta ingår i släktet Leptogaster och familjen rovflugor.
Artens utbredningsområde är Madagaskar. Inga underarter finns listade i Catalogue of Life.